# Herklotsichthys
Herklotsichthys  è un genere di pesci ossei marini appartenente alla famiglia Clupeidae.

## Distribuzione e habitat
L'areale del genere comprende l'Indo-Pacifico tropicale compreso il mar Rosso. Molte specie sono endemiche delle acque australiane. La specie H. punctatus è penetrata nel mar Mediterraneo in seguito alla migrazione lessepsiana ed è adesso comune nel bacino orientale.
Formano banchi in acque costiere, spesso presso le barriere coralline. Alcune specie sono anadrome e si possono ritrovare in acque salmastre o dolci.

## Descrizione
L'aspetto è quello tipico dei Clupeidae.
La taglia è piccola, in molte specie inferiore ai 10 cm. H. quadrimaculatus raggiunge i 25 cm ed è la specie più grande.

## Biologia
Sono gregari e formano banchi.

## Pesca
L'importanza economica è limitata dalle piccole dimensioni. Ciò nonostante alcune specie sono sottoposte a un modesto prelievo commerciale.

## Tassonomia
Il genere comprende 12 specie:
- Herklotsichthys blackburni
- Herklotsichthys castelnaui
- Herklotsichthys collettei
- Herklotsichthys dispilonotus
- Herklotsichthys gotoi
- Herklotsichthys koningsbergeri
- Herklotsichthys lippa
- Herklotsichthys lossei
- Herklotsichthys ovalis
- Herklotsichthys punctatus
- Herklotsichthys quadrimaculatus
- Herklotsichthys spilurus